# Austria Netto Katalog
De Austria Netto Katalog is een postzegelcatalogus die gespecialiseerd is op Oostenrijk. Het is de meest verkochte catalogus in Oostenrijk en voor Oostenrijk verzamelaars een van de belangrijkste catalogi. Deze catalogus is ook bepalend voor de aan- en verkoopprijzen van Oostenrijkse postzegels. Daarnaast wordt in veel landen ook de Michel catalogus gebruikt die echter de ANK catalogus nauwlettend volgt op het gebied van Oostenrijk. 
Naast de Oostenrijk catalogus voor postzegels geeft ANK ook nog een muntcatalogus uit, een jeugdcatalogus, een telefoonkaarten catalogus en een vierlanden catalogus (Oostenrijk, Liechtenstein, Duitsland en Zwitserland) uit.  
Ook geeft ANK een stempel catalogus uit.
De Austria Netto Kataloge worden jaarlijks uitgeven in een nieuwe druk met aanvullende informatie. In 2007 kwam de 63ste catologus op rij uit.
De verantwoording van de Austria Netto Katalog ligt bij Christine Steyrer.
Omdat de naam "Austria Netto Kataloge" nogal lang is wordt vaak de afkorting ANK gebruikt. In de postzegel handel wordt met ANK 10 de tiende zegel van de ANK catalogus bedoeld om verwarring bij de verkoop te voorkomen.

## Inhoud
De ANK Österreich Spezial Katalog is zo geliefd omdat er naast de gewoonlijke, porto en luchtpostzegels ook een uitgebreide opsomming van andere zegels te vinden is zoals:
- Personalisierte Marken (een dienst van de Oostenrijkse Post om je postzegel persoonlijk vorm te geven)
- Telegrafen postzegels
- DDSG postzegels (DDSG scheepvaart postzegels voor buiten Oostenrijk)
- Gerichtszustellungsmarken (postzegels voor de rechtspraak)
- Stempel- und verrechnungsmarken
- Amtliche Neudrucke
- Feldpost (ook na 1955)
- Lombardei und Venetien (twee gebieden die bij Oostenrijk hoorden maar aparte zegels hadden in verband met een andere muntsoort)
- Österreichische Post in der Levante (Oostenrijk had in het hele Middellandse Zeegebied postkantoren in Istanboel, Jeruzalem, Alexandrië, Beiroet etc.)
- Österreichische Post auf Kreta (Oostenrijk had een post dienst op Kreta)
- Bosnien en Herzegowina
- Nachfolgestaten Aufdrucke (Oostenrijkse postzegels met opdruk van de nieuwe staten na de Eerste Wereldoorlog)
- Lokalausgaben van de 1ste en 2de Republiek (lokale zegels die gebruikt werden tijdens stakingen e.d.)
- Werbung en Gedenkblätter
- Raketenpost (post die gecertificeerd met raketten verstuurd is)
- AUA (Austrian) Openingsvluchten
- Verenigde Naties Wenen
- Duitse Rijks zegels tussen 1938 en 1945 omdat Oostenrijk toen niet bestond en deze zegels op dit gebied in gebruik waren.